# 戴斯-马丁氧化剂
戴斯－马丁氧化反应（Dess-Martin Oxidation）是现代有机合成中常用的氧化反应。

## 总体反应
- 氧化是通过一个叫做戴斯－马丁高价碘烷的高价碘化合物作为氧化剂在室温中性條件下[1]完成的。
- 反应完成后碘由五价变成三价。
- 该反应后处理很简单，只需要用碳酸氢钠溶液洗去副产物即可。